# Charlotte Cavendishová, markýza z Hartingtonu
Charlotte Cavendishová, markýza z Hartingtonu (rozená Boylová; 27. října 1731 – 8. prosince 1754) se narodila jako dcera Richard Boyla, 3. hraběte z Burlingtonu a jeho manželky lady Dorothy Savilové. Od roku 1748 byla manželkou Williama Cavendishe, markýze z Hartingtonu a později 4. vévody z Devonshire a premiéra Velké Británie.

## Původ
Lady Charlotte Elizabeth Boylová se narodila jako jediná přeživší dcera Richard Boyla, 3. hraběte z Burlingtonu a jeho manželky lady Dorothy Savilové.

## Manželství
28. března 1748 se Charlotte provdala za Williama Cavendishe, markýze z Hartingtonu a později 4. vévody z Devonshire a premiéra Velké Británie. Výhodný sňatek sjednán už v jejím dětství byl šťastný. Manželství mu pomohlo v jeho politiickém vzestupu.

### Baronka Cliffordová
Charlotte po otcově smrti v roce 1753 zdědila velké bohatství. Lady Cliffordová získala titul baronky Cliffordové suo jure. Přes manželství s rodinou Cavendish, vévody z Devonshire, zdědila také statky 3. hraběte z Burlingtonu. Tyto statky zahrnovaly Burlington House v Piccadilly v Londýně, Chiswick House v Londýně, Londesborough Hall v Yorkshire, Bolton Abbey v Yorkshire, Lismore Castle v hrabství Waterford v Irsku. Byla jeho zbývající dědičkou.
Lady Cliffordová zemřela 8. prosince 1754 v Uppinghamu, Rutland, na pravé neštovice.

## Potomci
Lady Charlotte Cliffordová měla s Williamem čtyři děti:
- William Cavendish, 5. vévoda z Devonshiru (14. prosince 1748 – 29. července 1811)
- Dorothy Bentincková, vévodkyně z Portlandu (27. srpna 1750 – 3. června 1794), která se provdala za Williama Cavendish-Bentincka
- Richard Cavendish (19. června 1752 – 7. září 1781)
- George Cavendish, 1. hrabě z Burlingtonu (31. března 1754 – 4. května 1834)